# Тръноопашати потапници
Тръноопашатите потапници (Oxyura), са сравнително дребни птици от семейство Патицови (Anatidae), разред Гъскоподобни (Anseriformes). Тежат между 300 и 1000 гр. Имат късо и набито тяло, шията е къса и дебела. Крилете са и несъразмерно малки и къси. Имат изразен полов диморфизъм. Плуват и се гмуркат добре, като могат да задържат тялото си под водата, докато главата им е отвън. Едни от най-добре приспособените за гмуркане представители на семейството. За голямата им ловкост във водата спомагат и силно изнесените им назад крака. Не обичат да летят. Обикновено кацат и излитат от водата. Когато правят това изпълняват характерно засилване, тичайки по водната повърхност. На суша излизат много рядко и се движат много непохватно.

## Разпространение
Предпочитат като цяло соленоводни басейни, обрасли с водна растителност и тръстика. В България се среща единствено Тръноопашатата потапница.

## Начин на живот и хранене
Храната им е от смесен произход, дребни ракообразни, насекоми, мекотели, водни растения, семена, водорасли. Докато се хранят се гмурка за продължително време.

## Размножаване
Гнездят най-често в близост до соленоводни езера, гнездото приготвят от различни изсъхнали растения и тръстика. Гнездото винаги така е устроено, че мътещата птица да може директно да скочи от него във водата и да се гмурне. Малките се излюпват достатъчно развити за да могат да се придвижват и хранят сами.

## Допълнителни сведения
Тръноопашатата потапница е защитена на територията на България.

## Списък на видовете
- род Oxyura -- Тръноопашати потапници
  - Oxyura australis Gould, 1836
  - Oxyura dominica (Linnaeus, 1766) (понякога отделяна в род Nomonyx, като Nomonyx dominicus (Linnaeus, 1766))
  - Oxyura ferruginea (Eyton, 1838)
  - Oxyura jamaicensis (J. F. Gmelin, 1789)
  - Oxyura leucocephala (Scopoli, 1769) -- Тръноопашата потапница
  - Oxyura maccoa (Eyton, 1838)
  - Oxyura vittata (Philippi, 1860)